# آسپروپیرگوس
شهر آسپروپیرگوس در استان آتیک در کشور یونان واقع شده است که دارای جمعیت ۳۵٬۸۱۱  نفر می‌باشد.